# Fobos (mitologija)
Fob ili Fobos (grč. Φόϐος, Phóbos) u grčkoj mitologiji personifikacija je straha i užasa, a zajedno sa svojim bratom Dimom (Deimos) vjerna pratnja svome ocu, bogu Aresu. Obojica su Aresovi i Afroditini sinovi. Fobov je pandan u rimskoj mitologiji Timor.

## Etimologija
Fobovo grčko ime znači "strah".

## Karakteristike
U Heraklovu štitu, često pripisivanom Heziodu, Fob je prikazan kako bulji vatrenim očima. Usta su mu bila puna bijelih i strašnih zubi. Prema Pauzaniju i drugim izvorima, često ga se prikazuje s lavljom ili lavolikom glavom (Pauzanije govori o lavljoj glavi na Agamemnonovu štitu).

## Zanimljivosti
Asaph Hall, koji je otkrio dva Marsova asteroida, nazvao ih je prema Aresovim sinovima - Deimos (Dim) i Fobos (Fob).

## Vanjske poveznice
- Fob u klasičnoj literaturi i umjetnosti (engl.)